# Spirontocaris holmesi
Spirontocaris holmesi är en kräftdjursart som beskrevs av Lipke Bijdeley Holthuis 1947. Spirontocaris holmesi ingår i släktet Spirontocaris och familjen Hippolytidae. Inga underarter finns listade i Catalogue of Life.